# Kate Hooper
Kate Jon-Marie Hooper, född 26 februari 1978 i Auckland, är en australisk vattenpolospelare. Hon deltog i den olympiska vattenpoloturneringen i Sydney som Australien vann. Hooper spelade två matcher i turneringen. Hoopers spelarposition i landslaget var centerforward.